# Мартель, Диего
Диего Мартель Барт-Хансен (исп. Diego Martel Barth-Hansen; 15 января 1948, Санта-Исабель — апрель 2021) — испанский пловец. Участник летних Олимпийских игр 1968 года.

## Биография
Диего Мартель родился 15 января 1948 года в городе Санта-Исабель в Испанской Гвинее (сейчас Малабо в Экваториальной Гвинее).
Выступал в соревнованиях по плаванию за «Реал Наутико» из Санта-Крус-де-Тенерифе.
В составе сборной Испании участвовал в 18 матчевых встречах. В 1967 году выступал на Средиземноморских играх в Тунисе.
В 1968 году вошёл в состав сборной Испании на летних Олимпийских играх в Мехико. В эстафете 4х100 метров вольным стилем команда Испании, за которую также выступали Хосе Антонио Чикой, Хуан Фортуни и Хуан Мартинес, заняла в полуфинале 5-е место, показав результат 3 минуты 42,7 секунды и уступив 0,9 секунды попавшей в финал с 4-го места сборной Японии.
Изучал медицину. Работал нейрохирургом в Лас-Пальмас-де-Гран-Канария и Санта-Крус-де-Тенерифе.
Умер в апреле 2021 года.

## Семья
Брат — Пепе Мартель, испанский пловец. Также выступал за «Реал Наутико».